# Isabel Barceló Chico
Isabel Barceló Chico (Saix) és una escriptora valenciana llicenciada en Filosofia i Lletres.

## Biografia
Li va ser concedida l'any 2004, pel Ministeri d'Afers Exteriors, la beca Valle Inclán per a una estada de 6 mesos a la Reial Acadèmia d'Espanya a Roma. Ha publicat nombrosos articles i relats curts en Espanya i en Mèxic. Entre les seues obres publicades destaquen Descubriendo tesoros i València que tenen com a objectiu la divulgació del patrimoni, i Guia de València i la seua província, aquesta última amb Alejandro Lillo, el llibre juvenil, Tope secreto. El secuestro de la luna i les novel·les històriques Dido, reina de Cartago (2008) i La muchacha de Catulo. També destaca com a conferenciant, amb temes sempre relacionats amb dones i amb la creació literària. Participa en nombrosos clubs de lectura com a escriptora convidada i en taules rodones organitzades per diverses institucions públiques i privades.
L'any 2012 fou coguionista, juntament amb María García-Lliberós Sánchez-Robles, del documental "La Bori, diva universal", realitzat per Lluís Miquel Campos.
Fins al moment de la seua jubilació, va compaginar la seua tasca literària amb la de responsable de l'inventari i control de béns mobles del Patrimoni Històric i Cultural de l'Ajuntament de València. L'any 2018 va publicar Mujeres de Roma. Heroísmo, intrigas y pasiones llibre en què recorre la geografia i la història de Roma de la mà d'algunes de les seues protagonistes, esta obra va rebre el premi d'Assaig i Crítica dels premis de l'Associació Valenciana d'Escriptors i Crítics Literaris Crítica Literària.